# Álvaro Colom
Álvaro Colom Caballeros, född 15 juni 1951 i Guatemala City, död 23 januari 2023 i Guatemala City, var en guatemalansk politiker (i Hoppets Nationella Union, Unidad Nacional de la Esperanza, UNE) och företagare. Han var Guatemalas president från 14 januari 2008 till 14 januari 2012.
Han deltog i 2003 års presidentval, men förlorade i andra valomgången mot Óscar Berger. Han nominerades till presidentvalet 2007 och vann valet 4 november 2007.

## Rodrigo Rosenberg
Den 10 maj 2009 mördades Rodrigo Rosenberg Manzano, en guatemalansk advokat och fyrbarnsfar. I ett videoband inspelat före sin död hävdar advokaten att Álvaro Colom skulle vara ansvarig för hans eventuella mord. Regeringen förnekade det.